# 嘘と煩悩
『嘘と煩悩』（うそとぼんのう）は、2017年2月1日に発売されたKREVAの7枚目のアルバム。発売元はSPEEDSTAR RECORDS。

## 概要
- オリジナル・アルバムとしては『SPACE』以来4年ぶりで、SPEEDSTAR RECORDS移籍後第1弾の作品となる。
- 通常盤と嘘盤（初回生産限定盤）、煩悩盤（完全生産限定盤）の3形態で発売[2]。嘘盤は紙ジャケット仕様でDVDとCD型コースター“嘘盤”が付属する。煩悩盤は6908枚の限定生産で、3Dジャケット仕様。嘘盤とは異なった中身のDVDとラジオCD“FM908”が付属する[3]。また、『嘘と煩悩』リリース記念ライブリハーサル招待やオリジナルポスターが抽選で当たるキャンペーンチラシが封入されたり、対象店によるオリジナル特典も設けられた[2]。
- 本作はシングル曲が収録されていない。オリジナル・アルバムでは初のことである[4]。
- CDジャケットのデザインは初めて女性が担当した[5]。
- アルバムタイトルはそれまで『心臓』『GO』『SPACE』とシンプルなものが続いたが、2016年の5月頃にレーベル移籍も決まり、このタイミングでのアルバム制作にあたりタイトルは引っかかりのある言葉を使いたいと考え、以前から温めていた『嘘と煩悩』が即決で本作に付けられた[6][5]。嘘と煩悩には"嘘八百＋百八の煩悩=908（KREVA）"という意味が込められている[7][8]。約5〜6年前に思い付いたタイトルで、一度スタッフに提示し、気に入ったスタッフもいる中で当時の事務所の社長などから「嘘をタイトルに入れるのはどうだろう？」とも言われ採用せず、ずっと温存していたアイディアである[5][9]。「（嘘と煩悩と言うアルバムタイトルは）シンプルさと昔のトリッキーさを混ぜたタイトルって感じ」とKREVAはコメントしている[9]。
- 本作発売の2日後である2月3日よりコンサート・ツアー「KREVA CONCERT TOUR 2017「TOTAL 908」」が開催された。

## エピソード
- 本作では1曲1曲をしっかり濃く作ることにこだわったといい、アルバム全体のコンセプトや曲順といった他のことには頭が回らなかったという。曲順はディレクターのCHIHARUからの提案を採用した[10]。このようなアルバムの制作方法は初めてであり、アルバムのタイトルが決まった2016年の5月頃からアルバムに向けたくさん曲を書き始めたという[7]。
- 本作は4年ぶりのオリジナルアルバムとなったが、4年の間トラックは常にあっても全然歌詞が書けない時期があり、苦労したという[10]。また、ライブに重点を置いたことから、一度できたアルバムを解体してライブ用のバンド・アレンジに時間を割いた事も期間が空いた要因であるとも語っている[11]。
- サウンドに関してはコード進行から作った曲が多く、ビートから作ったものはほとんどないと述べている[12]。

## 収録曲

### CD
1. 嘘と煩悩
アルバムのタイトル曲で、タイトルが決まってから制作された[9]。
2. 神の領域
3. 居場所
歌詞は大阪府のホテルの部屋でふいにノートに書いた3ページ分の文章を編集し、出来上がったもの[10]。
4. 想い出の向こう側 feat. AKLO
かつてから楽曲の客演やKREVA主催の音楽劇でも共演しており親交のあるAKLOが参加。過去の音源の自分や以前MCバトルに出演していた頃を想い出だと語っており、過去の自分で止まっている人に向けて想い出の向こう側を見せたいという想いから歌詞が出来上がった[13]。この曲を作りKREVAはこの歌は自分が最初にラップをしたくないと考えており、"今というのを追い求めている男"をテーマに誰かを迎えようと考えて出てきたのがAKLOだったという[10][13]。
5. FRESH MODE
6. Sanzan feat. 増田有華
KREVAの新しい音楽劇「最高はひとつじゃない2016 SAKURA」でも共演した増田有華が参加。歌ができた時に増田の声がも一緒に聞こえてきてKREVAが参加依頼をした[10]。増田のパートはKREVAが歌ったデモを渡して増田に歌ってもらったという[13]。
7. ってかもう
8. あえてそこ (攻め込む)
この曲のトラックは自宅で作ったもので、楽しんでいる延長線上にあるような曲とコメントしている[14]。
9. タビカサナル
タイトルのタビカサナルは、は、“度重なる”と“旅重なる”が掛かっている[15]。。
10. もう逢いたくて
収録曲の中で最初にできた曲で、2015年の年末あたりに完成した[6]。クリスマスの時期に一人で作っていた時に"逢いたくて、逢いたくて"というフレーズが最初に思い浮かび、そこから制作が始まった[16]。
11. 君に夢中（Bonus Track）

### DVD

#### 嘘盤
1. 居場所 (Music Video)
2. 嘘と煩悩 (Music Video)
3. 居場所 (Making)
4. 嘘と煩悩 (Making)
5. 908 FESTIVAL 2016 Opening Movie (TOKYO)
6. 908 FESTIVAL 2016 Opening Movie (OSAKA)

#### 煩悩盤
1. 居場所 (Music Video)
2. 嘘と煩悩 (Music Video)
3. 居場所 (Making)
4. 嘘と煩悩 (Making)

KREVA in Billboard Live
Live at Billboard Live TOKYO 2016.9.08 2nd stage
1. 瞬間speechless
2. 王者の休日
3. 成功
4. I Wanna Know You
5. It’s for you
6. ビコーズ
7. EGAO
8. スタート
9. 居場所
10. アグレッシ部
11. 音色

Live at Billboard Live TOKYO 2016.9.09 2nd stage
1. ma chèrie